# Biblioteca Carnegie (Washington D.C.)
La Biblioteca Carnegie de Washington DC, también conocida como Biblioteca Pública Central, ahora conocida como Biblioteca Apple Carnegie, está situada en Mount Vernon Square, Washington D. C. Donada al público por el empresario Andrew Carnegie, se inauguró el 7 de enero de 1903. Fue diseñado por la firma neoyorquina de Ackerman & Ross al estilo de la arquitectura Beaux-Arts.
Fue la primera biblioteca Carnegie en Washington D. C. y el primer edificio público desagregado de DC.
Fue incluido en el Registro Nacional de Lugares Históricos, como "Biblioteca Pública Central", en 1969.  
Se utilizó como biblioteca pública central de Washington D. C. durante casi 70 años antes de que se saturó y esta se trasladó a la Biblioteca Conmemorativa Martin Luther King Jr. Después de estar cerrado durante diez años, fue renovado como parte de la Universidad del Distrito de Columbia.
En 1999, se convirtió en la sede de la Sociedad Histórica de Washington D. C. y Museo de la Ciudad de Washington en mayo de 2003, pero cerró menos de dos años después.
En 2014, Events DC intentó en dos ocasiones trasladar aquí el Museo Internacional del Espionaje a la biblioteca, pero no logró obtener la aprobación de preservación histórica.
En septiembre de 2016, Apple Inc. propuso conventirla en la segunda ubicación de Apple Store de DC. En diciembre de 2016, Events DC anunció un acuerdo con la empresa para la conversión del espacio en una nueva tienda diseñada por Foster and Partners. Pasó a llamarse Biblioteca Apple Carnegie y la Apple Store abrió el 11 de mayo de 2019. Apple organiza sesiones diarias gratuitas centradas en fotografía, cine, creación musical, codificación, diseño y más. El 9 de octubre de 2019 se filmó con público en vivo el primer episodio de Oprah's Book Club, una serie de televisión producida por Apple. El episodio se estrenó el 1 de noviembre del mismo año.
También alberga el Centro de Historia de DC en el segundo piso y la Galería Carnegie (con fotografías históricas y documentos sobre los orígenes y la historia del edificio) en el sótano.

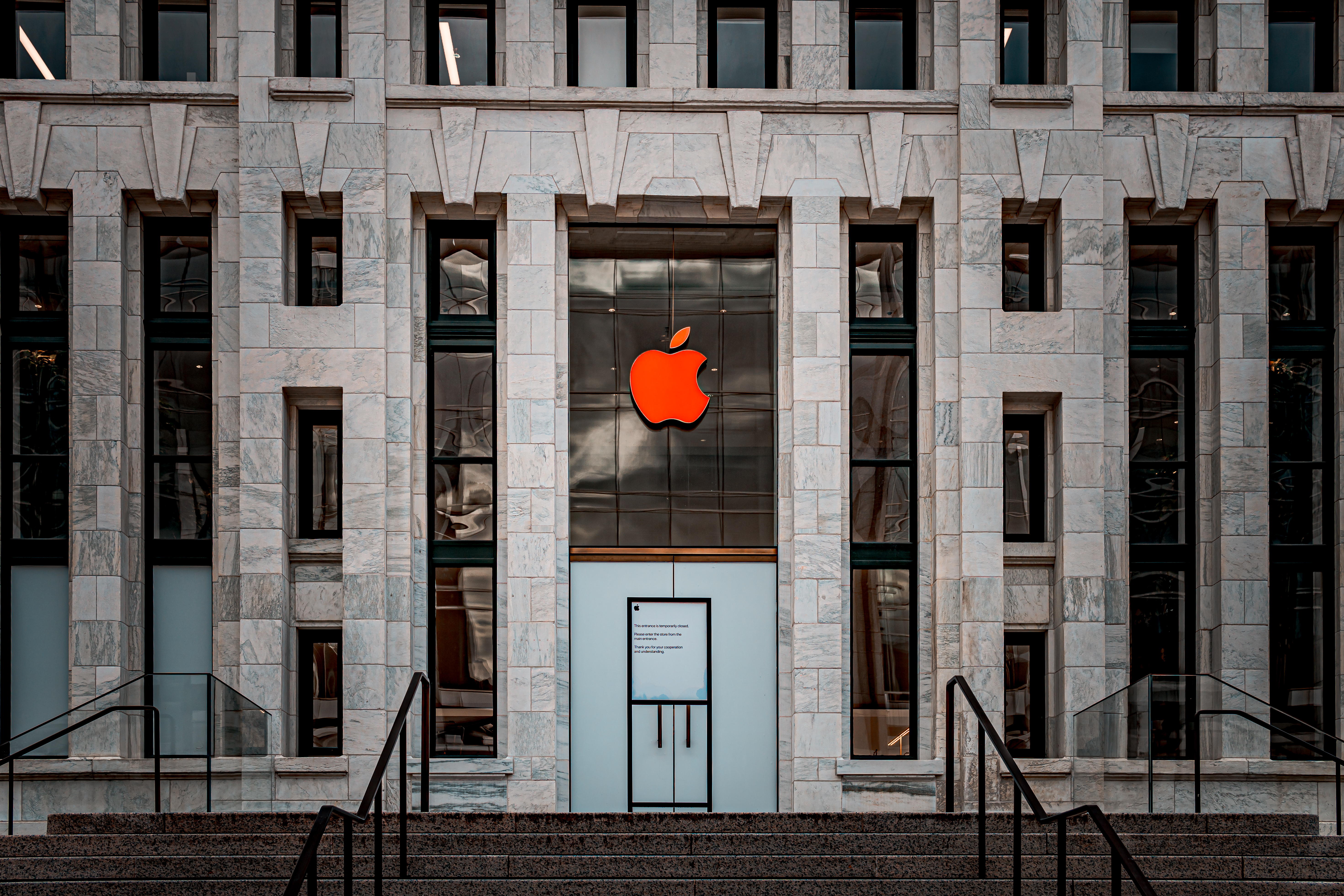
El edificio ahora alberga una tienda Apple.